# Wrońskian
Wrońskian – wyznacznik znajdujący zastosowanie w rachunku różniczkowym i równaniach różniczkowych, opracowany przez polskiego matematyka Józefa Hoene-Wrońskiego, nazwany tak na jego cześć.
Jednym z zastosowań jest użycie lematu Wrońskiego do znajdowania układów funkcji liniowo niezależnych.

## Definicja
Niech {\displaystyle f_{1},\dots ,f_{n}\in C^{(n-1)}(\mathbb {R} )} będą {\displaystyle (n-1)}-krotnie różniczkowalnymi funkcjami. Macierz funkcji i ich pochodnych kolejnych rzędów
{\displaystyle F(f_{1},f_{2},\dots ,f_{n})={\begin{bmatrix}f_{1}&f_{2}&\cdots &f_{n}\\f_{1}'&f_{2}'&\cdots &f_{n}'\\\vdots &\vdots &\ddots &\vdots \\f_{1}^{(n-1)}&f_{2}^{(n-1)}&\cdots &f_{n}^{(n-1)}\end{bmatrix}}}
nazywa się macierzą fundamentalną lub macierzą Wrońskiego.
Wrońskianem nazywa się wyznacznik macierzy fundamentalnej,
{\displaystyle W(f_{1},f_{2},\dots ,f_{n})=|F(f_{1},f_{2},\dots ,f_{n})|.}
W algebrze różniczkowej uogólnia się to pojęcie w naturalny sposób. Niech F będzie ciałem różniczkowym, {\displaystyle y_{1},y_{2},\dots ,y_{n}\in F.} Wrońskianem tych elementów nazywamy wyznacznik macierzy
{\displaystyle {\begin{bmatrix}y_{1}&y_{2}&\cdots &y_{n}\\y_{1}'&y_{2}'&\cdots &y_{n}'\\\vdots &\vdots &\ddots &\vdots \\y_{1}^{(n-1)}&y_{2}^{(n-1)}&\cdots &y_{n}^{(n-1)}\end{bmatrix}}}
W tym przypadku zachodzi twierdzenie:
Niech F będzie ciałem różniczkowym, C jego ciałem stałych. Wtedy {\displaystyle y_{1},y_{2},\dots ,y_{n}} są liniowo zależne nad C wtedy i tylko wtedy gdy ich wrońskian jest tożsamościowo równy 0.

## Własności
Jeżeli funkcje są liniowo zależne w danym zbiorze, to ich wrońskian jest w tym zbiorze tożsamościowo równy zeru. Twierdzenie odwrotne nie jest prawdziwe, czego przykładem są funkcje
{\displaystyle f_{1}(x)={\begin{cases}x^{2}&{\text{dla }}x<0\\0&{\text{dla }}x\geqslant 0\end{cases}}}
oraz
{\displaystyle f_{2}(x)={\begin{cases}0&{\text{dla }}x<0\\x^{2}&{\text{dla }}x\geqslant 0\end{cases}}.}

## Przykład zastosowania
Sprawdzić czy podane funkcje wektorowe {\displaystyle y_{1}(t)={\begin{bmatrix}t^{2}\\2t\end{bmatrix}}} oraz {\displaystyle y_{2}(t)={\begin{bmatrix}{\frac {1}{t}}\\-{\frac {1}{t^{2}}}\end{bmatrix}}} tworzą układ fundamentalny rozwiązań układu równań różniczkowych zwyczajnych pierwszego rzędu postaci: {\displaystyle y'(t)={\begin{bmatrix}0&1\\{\frac {2}{t^{2}}}&0\end{bmatrix}}y(t)\ ,\ t\in (0,\infty ).}
Rozwiązanie:
Sprawdzamy najpierw czy podane funkcje są rozwiązaniami danego układu równań
a) {\displaystyle {\begin{bmatrix}0&1\\{\frac {2}{t^{2}}}&0\end{bmatrix}}y_{1}(t)={\begin{bmatrix}0&1\\{\frac {2}{t^{2}}}&0\end{bmatrix}}{\begin{bmatrix}t^{2}\\2t\end{bmatrix}}={\begin{bmatrix}2t\\2\end{bmatrix}}=y_{1}'(t)} tzn. {\displaystyle y_{1}} jest rozwiązaniem.
b) {\displaystyle {\begin{bmatrix}0&1\\{\frac {2}{t^{2}}}&0\end{bmatrix}}y_{2}(t)={\begin{bmatrix}0&1\\{\frac {2}{t^{2}}}&0\end{bmatrix}}{\begin{bmatrix}{\frac {1}{t}}\\-{\frac {1}{t^{2}}}\end{bmatrix}}={\begin{bmatrix}-{\frac {1}{t^{2}}}\\{\frac {2}{t^{3}}}\end{bmatrix}}=y_{2}'(t)} tzn. {\displaystyle y_{2}} również jest rozwiązaniem.
Aby sprawdzić czy powyższe funkcje tworzą układ liniowo niezależny wykorzystamy wrońskian:
Oznaczmy(jak w definicji wrońskianu): {\displaystyle f_{1}(t):=t^{2}\ ,\ f_{2}(t):={\frac {1}{t}}.\ f_{1},f_{2}\in C^{1}\ ,\ t\in (0,\infty ).}
Wtedy: {\displaystyle f_{1}'(t)=2t\ ,\ f_{2}'(t)=-{\frac {1}{t^{2}}}.}
c) {\displaystyle \det {\begin{bmatrix}f_{1}(t)&f_{2}(t)\\f_{1}'(t)&f_{2}'(t)\end{bmatrix}}=\det {\begin{bmatrix}y_{1}(t)&|&y_{2}(t)\end{bmatrix}}=\det {\begin{bmatrix}t^{2}&{\frac {1}{t}}\\2t&-{\frac {1}{t^{2}}}\end{bmatrix}}=-1-2=-3\neq 0.}
Wrońskian jest niezerowy, co oznacza, że funkcje tworzą układ liniowo niezależny.
Z podpunktów a), b) i c) oraz z faktu, że rozwiązania należą do przestrzeni {\displaystyle \mathbb {R} ^{2}} wnioskujemy, że układ {\displaystyle (y_{1},y_{2})} jest układem fundamentalnym rozwiązań danego układu równań dla {\displaystyle t\in (0,\infty ).}